# Graham Chapman
Pour les articles homonymes, voir Chapman.
Graham Chapman, né le 8 janvier 1941 et mort le 4 octobre 1989, est un acteur, parolier et scénariste britannique, qui est membre des Monty Python.

## Biographie
Né le 8 janvier 1941 à Leicester, Graham Chapman grandit non loin de là à Melton Mowbray (comté de Leicester), il poursuit des études médicales à l'Université de Cambridge, où il intègre la troupe théâtrale des Footlights dont fait partie John Cleese. Eric Idle les rejoint l'année suivante. Ils lancent en 1964 une émission de radio, I'm Sorry, I'll Read That Again, qui leur permet de donner libre cours à leur humour nonsense.
Les jeunes gens sont remarqués par l'acteur-producteur David Frost qui les engage pour son émission The Frost Report en 1966. C'est là qu'ils rencontrent Terry Jones et Michael Palin. L'année suivante, Chapman et Cleese jouent et scénarisent l'émission à sketches At Last the 1948 Show (notamment avec Marty Feldman) pour la BBC. Le succès incite la chaîne à leur confier une nouvelle émission. Cleese, qui hésite en raison de la personnalité lunatique de Chapman, propose à Palin — avec lequel il lui est arrivé de collaborer chez Frost — de se joindre à eux. Palin, qui entre-temps a créé une émission identique pour ITV avec Idle et Jones, Do Not Adjust Your Set, accepte sous réserves d'impliquer ses partenaires, auxquels s'est adjoint un jeune Américain passionné d'animation, Terry Gilliam. Monty Python's Flying Circus marque ainsi en 1969 la naissance officielle de la troupe des Monty Python.
Bien qu'il n'y ait que peu de personnages récurrents, chacun des membres choisit un type de rôles dans lequel il excelle. Fumant la pipe (depuis l'âge de quinze ans), pratiquant l'alpinisme et le rugby à XV, Graham Chapman personnifie le gentleman britannique-type : il hérite donc des rôles d'autorité (militaire, policier ou médecin — dernière profession qu'il exerce également) qui peuvent, en un instant, devenir complètement fous avant de revenir à la normale comme si de rien n'était. Il est par ailleurs ouvertement homosexuel. Si cela ne transparaît pas dans les rôles que Chapman interprète, Terry Jones souligne dans le making-of du Sens de la vie que le choix du seul gay de l'équipe pour interpréter un homme dont la condamnation à mort consistait à être poursuivi par une bande de filles seins nus, relevait pour eux d'un second degré savoureux.
D'après le producteur de radio John Lloyd, Graham Chapman était également capable d'excentricités telles que sortir son sexe au pub à l'issue de séances de travail arrosées avec Douglas Adams. L'alcoolisme grandissant de Chapman agace souvent ses partenaires, car il joue ivre et oublie ses répliques. Son addiction date de la fin de la série télévisée Monty Python's Flying Circus (1969-1974), et elle culmine lors du tournage de Sacré Graal !, fréquemment interrompu par des crises de delirium tremens. Lorsqu'il accepte le rôle principal dans le film suivant, La Vie de Brian, il prend l'engagement de cesser de boire et tient parole.
Graham Chapman meurt d'un cancer de la gorge et de la moelle épinière le 4 octobre 1989. Pour ses funérailles, John Cleese utilise la série d'euphémismes loufoques du « perroquet mort » et d'autres mots de la langue anglaise habituellement peu employés dans les services funéraires. Michael Palin, évoquant les retards chroniques de Graham Chapman du temps où il passait le prendre pour les séances d'écriture, annonce à l'assistance : « Graham Chapman est parmi nous en ce moment même. Ou si ce n'est en ce moment même, en tout cas d'ici vingt-cinq minutes ». Enfin, Eric Idle entonna, à la fin de la cérémonie, avec les autres membres de la troupe comique, la chanson Always Look on the Bright Side of Life, extraite de La Vie de Brian et devenue emblématique de la troupe Monty Python.
Ses mémoires, A Liar's Autobiography, publiées en 1980, ont été adaptées sous forme de long métrage d'animation en 3D en 2012.

## Filmographie

### Cinéma
Il est co-scénariste de tous les films dans lequel il joue.
- 1971 : La Première Folie des Monty Python (And Now for Something Completely Different)
- 1975 : Monty Python : Sacré Graal ! (Monty Python and the Holy Grail) : Arthur, la voix de Dieu et autres rôles.
- 1978 : The Odd Job (en) : Arthur Harris
- 1979 : Monty Python : La Vie de Brian (Monty Python's Life of Brian) : Brian et autres rôles.
- 1982 : Monty Python à Hollywood (Monty Python Live at the Hollywood Bowl)
- 1983 : Monty Python : Le Sens de la vie (Monty Python's The Meaning of Life)
- 1983 : Barbe d'or et les Pirates (Yellowbeard) : Captain Yellowbeard.

### Télévision
- 1969-1974 : Monty Python's Flying Circus (série télévisée) : rôles divers.

### Clip
Il tient le rôle principal dans le clip de la chanson Can I Play with Madness du groupe Iron Maiden.

## Publications
- A Liar's Autobiography (Volume VI) (mémoires), Methuen Publishing, Londres, 1980  (ISBN 0-416-00901-8)Publié en français sous le titre Autobiographie d'un menteur ; rééd. Points Documents, 2013  (ISBN 9782757833131)
- OJRIL: The Completely Incomplete Graham Chapman  (livre posthume) avec Jim Yoakum. Londres : Batsford, 1999.  (ISBN 0-713-48605-8)[4].